# Championnat du Yémen de football 2010-2011
Navigation
Saison précédente Saison suivante
La saison 2010-2011 du Championnat du Yémen de football est la dix-neuvième édition de la première division au Yémen. Quatorze formations sont rassemblées au sein d'une poule unique et s'affrontent deux fois au cours de la saison, à domicile et à l'extérieur. Les quatre derniers sont relégués et remplacés par les quatre meilleurs clubs de Division 1, la deuxième division yéménite.
Pour sa deuxième saison parmi l'élite, Al Oruba Zabid remporte la compétition après avoir terminé en tête du classement final, avec neuf points d'avance sur Al-Tilal SC et treize sur Al Ahli Sanaa. Il s’agit du tout premier titre de champion du Yémen de l’histoire du club.

## Les clubs participants
| - Al-Sha'ab Ibb - Hassan Abyan - Promu de D2 - Al-Shabab al-Baydaa - Al Ittihad Ibb - Al-Tilal SC - Al Hilal Hudaydah - Al-Rasheed Ta'izz - Promu de D2 | - Al Wehda Club Sanaa - Al Oruba Zabid - Al Sha'ab Hadramaut - Promu de D2 - Al Ahli Ta'izz - Al Saqr Ta'izz - Al Ahli Sanaa - Al Sha'ab Sanaa - Promu de D2 |

## Compétition
Le barème de points servant à établir le classement se décompose ainsi :
- Victoire : 3 points
- Match nul : 1 point
- Défaite : 0 point

### Classement
| Rang | Équipe                   | Pts | J  | G  | N | P  | Bp | Bc | Diff |
| ---- | ------------------------ | --- | -- | -- | - | -- | -- | -- | ---- |
| 1    | Al Oruba Zabid           | 44  | 20 | 13 | 5 | 2  | 36 | 18 | +18  |
| 2    | Al-Tilal Aden            | 35  | 20 | 10 | 5 | 5  | 28 | 19 | +9   |
| 3    | Al Ahli Sanaa            | 31  | 20 | 9  | 4 | 7  | 27 | 17 | +10  |
| 4    | Al Sha'ab Sana'aP        | 29  | 20 | 8  | 5 | 7  | 19 | 23 | -4   |
| 5    | Al Hilal Hudaydah        | 28  | 20 | 7  | 7 | 6  | 18 | 17 | +1   |
| 6    | Al Sha'ab HadramautP     | 27  | 20 | 7  | 6 | 7  | 17 | 22 | -5   |
| 7    | Al Ittihad Ibb           | 26  | 20 | 7  | 5 | 8  | 22 | 22 | 0    |
| 8    | Al-Sha'ab Ibb            | 24  | 20 | 6  | 6 | 8  | 15 | 23 | -8   |
| 9    | Al-Ahli Ta'izz           | 23  | 20 | 5  | 8 | 7  | 13 | 14 | -1   |
| 10   | Shabab Al Baydaa         | 22  | 20 | 5  | 7 | 8  | 21 | 24 | -3   |
| 11   | Al Wehda Club Sanaa      | 22  | 20 | 3  | 2 | 15 | 10 | 27 | -17  |
|      | Al Rasheed Ta'izzP exclu |     |    |    |   |    |    |    |      |
|      | Al Saqr Ta'izzT exclu    |     |    |    |   |    |    |    |      |
|      | Hassan AbyanP exclu      |     |    |    |   |    |    |    |      |

|  | Qualification pour la Coupe de l'AFC 2012                 |
|  | Qualification pour les barrages de la Coupe de l'AFC 2012 |
|  | Relégation directe en Division 1                          |
|  | T : Tenant du titre P : Promu de Division 1               |

## Bilan de la saison
| Championnat du Yémen de football 2010-2011 |                            |
| Champion                                   | Al Oruba Zabid (1er titre) |
| Coupes et trophées                         |                            |
| Vainqueur de la Coupe du Yémen 2010-2011   | Non disputée               |
| Qualifications continentales               |                            |
| Coupe de l'AFC 2012                        | Al Oruba Zabid             |
| Coupe de l'AFC 2012                        | Al-Tilal Aden (barrages)   |
| Promotions et relégations                  |                            |
| Promus en Yemeni League                    | Al Wehda Club Aden         |
| Promus en Yemeni League                    | Al Shula Aden              |
| Promus en Yemeni League                    | Najim Sabaa Damar          |
| Promus en Yemeni League                    | Taliya Ta'izz              |
| Relégués en Division 1                     | Al Wehda Club Sanaa        |
| Relégués en Division 1                     | Al-Rasheed Ta'izz          |
| Relégués en Division 1                     | Al Saqr Ta'izz             |
| Relégués en Division 1                     | Hassan Abyan               |